# Herrarnas fyra utan styrman i rodd vid olympiska sommarspelen 2008
Herrarnas fyra utan styrman i rodd vid olympiska sommarspelen 2008 avgjordes mellan den 9 och 16 augusti 2008.

## Medaljörer
| Gren              | Guld                                                                  | Silver                                                                     | Brons                                                                       |
| Fyra utan styrman | Storbritannien Tom James Steve Williams Pete Reed Andrew Triggs-Hodge | Australien Matt Ryan James Marburg Cameron McKenzie-McHarg Francis Hegerty | Frankrike Julien Desprès Benjamin Rondeau Germain Chardin Dorian Mortelette |

## Resultat

### Heat

#### Heat 1
| Placering | Idrottare                                   | Land           | Tid     | Noteringar |
| --------- | ------------------------------------------- | -------------- | ------- | ---------- |
| 1         | James, Williams, Reed, Triggs-Hodge         | Storbritannien | 6:00,59 | SA/B       |
| 2         | C. Mornati, Sartori, N. Mornati, Carboncini | Italien        | 6:02,84 | SA/B       |
| 3         | Banks, Teti, Lanzone, Newlin                | USA            | 6:03,96 | SA/B       |
| 4         | Zhang, Zhao, Guo, Song                      | Kina           | 6:09,64 | R          |
| 5         | Dziamjanenka, Ljalin, Nosaŭ, Kazuboŭski     | Belarus        | 6:12,63 | R          |

#### Heat 2
| Placering | Idrottare                             | Land          | Tid     | Noteringar |
| --------- | ------------------------------------- | ------------- | ------- | ---------- |
| 1         | Cirkel, Vellenga, Gabriels, Vermeulen | Nederländerna | 6:00,50 | SA/B       |
| 2         | Meyer, Dallinger, Murray, Bond        | Nya Zeeland   | 6:00,73 | SA/B       |
| 3         | T. Pirih, Rozman, Kolander, M. Pirih  | Slovenien     | 6:03,78 | SA/B       |
| 4         | Gruber, Horváth, Bruncvík, Neffe      | Tjeckien      | 6:10,36 | R          |

#### Heat 3
| Placering | Idrottare                             | Land       | Tid     | Noteringar |
| --------- | ------------------------------------- | ---------- | ------- | ---------- |
| 1         | Ryan, Marburg, McKenzie, Hegerty      | Australien | 6:00,40 | SA/B       |
| 2         | Hauffe, Seifert, Kaeufer, Adamski     | Tyskland   | 6:00,95 | SA/B       |
| 3         | Folan, Casey, Devlin, O'Neill         | Irland     | 6:02,85 | SA/B       |
| 4         | Desprès, Rondeau, Chardin, Mortelette | Frankrike  | 6:05,00 | R          |

### Återkval
| Placering | Idrottare                               | Land      | Tid     | Noteringar |
| --------- | --------------------------------------- | --------- | ------- | ---------- |
| 1         | Gruber, Horváth, Bruncvík, Neffe        | Tjeckien  | 5:58,69 | SA/B       |
| 2         | Desprès, Rondeau, Chardin, Mortelette   | Frankrike | 6:00,01 | SA/B       |
| 3         | Dziamjanenka, Ljalin, Nosaŭ, Kazuboŭski | Belarus   | 6:00,44 | SA/B       |
| 4         | Zhang, Zhao, Guo, Song                  | Kina      | 6:02,37 |            |

### Semifinaler A/B
Qualification Rules: 1-3→FA, 4→FB

#### Semifinal A/B 1
| Placering | Idrottare                             | Land           | Tid     | Noteringar |
| --------- | ------------------------------------- | -------------- | ------- | ---------- |
| 1         | James, Williams, Reed, Triggs-Hodge   | Storbritannien | 5:54,77 | FA         |
| 2         | Ryan, Marburg, McKenzie, Hegerty      | Australien     | 5:56,20 | FA         |
| 3         | Desprès, Rondeau, Chardin, Mortelette | Frankrike      | 5:56,73 | FA         |
| 4         | Meyer, Dallinger, Murray, Bond        | Nya Zeeland    | 5:57,31 | FB         |
| 5         | Banks, Teti, Lanzone, Newlin          | USA            | 5:57,52 | FB         |
| 6         | Folan, Casey, Devlin, O'Neill         | Irland         | 5:58,14 | FB         |

#### Semifinal A/B 2
| Placering | Idrottare                                   | Land          | Tid     | Noteringar |
| --------- | ------------------------------------------- | ------------- | ------- | ---------- |
| 1         | T- Pirih, Rozman, Kolander, M. Pirih        | Slovenien     | 5:56,08 | FA         |
| 2         | Gruber, Horváth, Bruncvík, Neffe            | Tjeckien      | 5:58,02 | FA         |
| 3         | Hauffe, Seifert, Kaeufer, Adamski           | Tyskland      | 5:58,72 | FA         |
| 4         | Cirkel, Vellenga, Gabriels, Vermeulen       | Nederländerna | 6:02,46 | FB         |
| 5         | Dziamjanenka, Ljalin, Nosaŭ, Kazuboŭski     | Belarus       | 6:02,79 | FB         |
| 6         | C. Mornati, Sartori, N. Mornati, Carboncini | Italien       | 6:05,21 | FB         |

### Final B
| Placering | Idrottare                                   | Land          | Tid     | Noteringar |
| --------- | ------------------------------------------- | ------------- | ------- | ---------- |
| 1         | Meyer, Dallinger, Murray, Bond              | Nya Zeeland   | 6:06,30 |            |
| 2         | Cirkel, Vellenga, Gabriels, Vermeulen       | Nederländerna | 6:06,37 |            |
| 3         | Banks, Teti, Lanzone, Newlin                | USA           | 6:07,17 |            |
| 4         | Folan, Casey, Devlin, O'Neill               | Irland        | 6:07,97 |            |
| 5         | C. Mornati, Sartori, N. Mornati, Carboncini | Italien       | 6:08,77 |            |
| 6         | Dziamjanenka, Ljalin, Nosaŭ, Kazuboŭski     | Belarus       | 6:12,54 |            |

### Final A
| Placering | Idrottare                             | Land           | Tid     | Noteringar |
| --------- | ------------------------------------- | -------------- | ------- | ---------- |
|           | James, Williams, Reed, Triggs-Hodge   | Storbritannien | 6:06,57 |            |
|           | Ryan, Marburg, McKenzie, Hegerty      | Australien     | 6:07,85 |            |
|           | Desprès, Rondeau, Chardin, Mortelette | Frankrike      | 6:09,31 |            |
| 4         | T. Pirih, Rozman, Kolander, M, Pirih  | Slovenien      | 6:11,62 |            |
| 5         | Gruber, Horváth, Bruncvík, Neffe      | Tjeckien       | 6:16,56 |            |
| 6         | Urban, Schmidt, Kaeufer, Hauffe       | Tyskland       | 6:19,63 |            |